# Jastrzębia Góra (Pojezierze Kaszubskie)
Jastrzębia Góra (kaszub. Jastrzãbiô Góra, 227,2 m n.p.m.) – jedno z wzniesień pasma morenowych Wzgórz Szymbarskich położone nad Jeziorem Ostrzyckim przy Drodze Kaszubskiej w Ostrzycach. Przez wzniesienie przebiega granica między gminą Kartuzy i gminą Somonino.
Wzniesienie Jastrzębiej Góry znajduje się w pobliżu obecnego Zajazdu „Jezioranka” na obszarze Kaszubskiego Parku Krajobrazowego ze znajdującego się na nim punktu widokowego roztacza się panoramiczny widok na Jezioro Ostrzyckie i leżący po jego przeciwległej stronie rezerwat przyrody Ostrzycki Las. Prowadzi tędy również turystyczny Szlak Kaszubski.